# Sigytes paradisiacus
Sigytes paradisiacus är en spindelart som beskrevs av Simon 1902. Sigytes paradisiacus ingår i släktet Sigytes och familjen hoppspindlar. Inga underarter finns listade i Catalogue of Life.